# Club Deportivo Atlético Granadilla
El Club Deportivo Atlético Granadilla es un club de fútbol de Granadilla de Abona, localidad capital del municipio homónimo (Santa Cruz de Tenerife, España). Se fundó en el año 1959 y actualmente juega en el Grupo III de la Interinsular Preferente de Tenerife.

## Historia
El Atlético Granadilla se fundó en 1959, siendo el club más antiguo del municipio de Granadilla de Abona. Jugó varios años en la Liga Inter-Canaria, y en Preferente donde tiene una gran historia al haber disputado quince temporadas en esta categoría. En la temporada 2004/05 queda subcampeón de Preferente, logrando el ascenso a Tercera División (Grupo XII).
En su estreno en categoría nacional sorprende consiguiendo un cuarto puesto en la clasificación final lo que le permite disputar las eliminatorias de ascenso a Segunda División B, en las que se enfrentarían los cuatro primeros clasificados del grupo. La primera de ellas le enfrenó al campeón, la Unión Deportiva Fuerteventura, superándola por el valor doble de los goles en campo contrario al empatar a dos en tierras majoreras y a uno en Tenerife. En la siguiente se jugaría el ascenso contra el Club Deportivo Orientación Marítima, después de que los conejeros vencieran a la Asociación Deportiva Laguna. Una derrota por 3-1 en Arrecife en el primer partido propició que la posterior victoria en el Francisco Suárez por dos tantos a uno fuera insuficiente, ascendiendo así el conjunto de la isla de los volcanes.
En la campaña 2007/08 queda campeón del grupo, jugando la promoción de ascenso a Segunda B. En ella eliminó a la Unión Montañesa Escobedo, pero en la eliminatoria decisiva no pudo con el Club Deportivo Artístico Navalcarnero, por lo que no logró el ascenso.
En la temporada 2012/13 un segundo puesto en la clasificación le permitió disputar nuevamente las eliminatorias por el ascenso. Superó la primera de ellas eliminando a la Gimnástica Segoviana Club de Fútbol tras remontar en casa con un 3-0 la derrota por 1-0 acaecida en el Municipal de La Albuera en el partido de ida. Sin embargo en la segunda ronda no pudo con la Asociación Deportiva Universidad de Oviedo al no saber el conjunto sureño rentabilizar la victoria por un tanto a cero en el Francisco Suárez, cayendo por 4-1 en Asturias.
En el curso 2013/14 finaliza la temporada regular en primera posición, consiguiendo así su segundo campeonato de Tercera División y posibilitándole disponer de dos oportunidades para conseguir el ascenso de categoría. Superando una eliminatoria a doble partido contra el Real Club Deportivo Mallorca "B" lograría este ansiado sueño. Sin embargo el conjunto sureño no pudo con el filial bermellón al caer por 3-0 en el Estadi Son Bibiloni y empatar a un gol en casa. El equipo granadillero aún tenía una opción de ascender, objetivo que pasaba por ganar otras dos eliminatorias. Sin embargo en la primera de esta segunda oportunidad el Pontevedra Club de Fútbol vencería los dos partidos: primero con un 3-0 en Pasarón y luego por 0-1 en el Francisco Suárez.

## Estadio
Juega sus encuentros como local en el Estadio Francisco Suárez de la localidad de Granadilla de Abona. Este recinto tiene capacidad para 2.500 espectadores, aunque en fases de ascenso se ha superado esta marca.

## Uniforme
- Local: camiseta rojiblanca a rayas verticales, pantalón azul y medias rojas.
- Alternativo: camiseta a franjas blancas y azules horizontales, pantalón blanco y medias blancas.

## Temporadas
| Temporada                          | División                           | Posición                           | Copa del Rey                       |
| Club Deportivo Atlético Granadilla | Club Deportivo Atlético Granadilla | Club Deportivo Atlético Granadilla | Club Deportivo Atlético Granadilla |
| ---------------------------------- | ---------------------------------- | ---------------------------------- | ---------------------------------- |
| 1962/63                            | 2.ª Regional                       | 12.º                               |                                    |
| 1963/64                            | 2.ª Regional                       | 3º                                 |                                    |
| 1964/65                            | 2.ª Regional                       | 6.º                                |                                    |
| 1965/66                            | 2.ª Regional                       | 6.º                                |                                    |
| 1966/67                            | No Compitió                        | -                                  |                                    |
| 1967/68                            | No Compitió                        | -                                  |                                    |
| 1968/69                            | 2.ª Regional                       | 3º                                 |                                    |
| 1969/70                            | 2.ª Regional                       | 2.º                                |                                    |
| 1970/71                            | 2.ª Regional                       | 3.º                                |                                    |
| 1971/72                            | 2.ª Regional                       | 7.º                                |                                    |
| 1972/73                            | 2.ª Regional                       | 1º                                 |                                    |
| 1973/74                            | 1.ª Regional                       | 12°                                |                                    |
| 1974/75                            | 1.ª Regional                       | 12°                                |                                    |
| 1975/76                            | Preferente                         | 5º                                 |                                    |
| 1976/77                            | Preferente                         | 12.º                               |                                    |
| 1977/78                            | 1.ª Regional                       | 12°                                |                                    |
| 1978/79                            | 1.ª Regional                       | 14°                                |                                    |
| 1979/80                            | 2.ª Regional                       | 4.º                                |                                    |
| 1980/81                            | 1.ª Regional                       | 8.º                                |                                    |
| 1981/82                            | 1.ª Regional                       | 5º                                 |                                    |
| 1982/83                            | 1.ª Regional                       | 1°                                 |                                    |
| 1983/84                            | Preferente                         | 3º                                 |                                    |
| 1984/85                            | Preferente                         | 5º                                 |                                    |
| 1985/86                            | Preferente                         | 13º                                |                                    |
| 1986/87                            | Preferente                         | 10º                                |                                    |
| 1987/88                            | Preferente                         | 13º                                |                                    |
| 1988/89                            | Preferente                         | 16.º                               |                                    |
| 1989/90                            | Preferente                         | 13º                                |                                    |
| 1990/91                            | Preferente                         | 18.º                               |                                    |
| 1991/92                            | No compitió                        | -                                  |                                    |
| 1992/93                            | 2.ª Regional                       | 3.º                                |                                    |
| 1993/94                            | 1.ª Regional                       | 4º                                 |                                    |
| 1994/95                            | 1.ª Regional                       | 5º                                 |                                    |
| 1995/96                            | 1.ª Regional                       | 7.º                                |                                    |
| 1996/97                            | 1.ª Regional                       | 5.º                                |                                    |
| 1997/98                            | 1.ª Regional                       | 9.º                                |                                    |
| 1998/99                            | 1.ª Regional                       | 2.º                                |                                    |
| 1999/00                            | Preferente                         | 11º                                |                                    |

| Temporada | División     | Posición | Copa del Rey |
| --------- | ------------ | -------- | ------------ |
| 2000/01   | Preferente   | 10.º     |              |
| 2001/02   | Preferente   | 3.º      |              |
| 2002/03   | Preferente   | 8.º      |              |
| 2003/04   | Preferente   | 4.º      |              |
| 2004/05   | Preferente   | 2.º      |              |
| 2005/06   | 3ª División  | 4.º      |              |
| 2006/07   | 3ª División  | 12.º     |              |
| 2007/08   | 3ª División  | 1º       |              |
| 2008/09   | 3ª División  | 8.º      | 1ªElim       |
| 2009/10   | 3ª División  | 5.º      |              |
| 2010/11   | 3ª División  | 4.º      |              |
| 2011/12   | 3ª División  | 6.º      |              |
| 2012/13   | 3.ª División | 2.º      |              |
| 2013/14   | 3.ª División | 1º       | 1ªElim       |
| 2014/15   | 3.ª División | 12.º     | 1ªElim       |
| 2015/16   | 3.ª División | 20.º     |              |
| 2016/17   | Preferente   | 5.º      |              |
| 2017/18   | Preferente   | 13.º     |              |
| 2018/19   | Preferente   | 12º      |              |
| 2019/20   | Preferente   | 11.º     |              |
| 2020/21   | Preferente   | 12.º     |              |
| 2021/22   | Preferente   | 11.º     |              |
| 2022/23   | 1.ª Regional | 4.º      |              |
| 2023/24   | 1.ª Regional | 8.º      |              |
| 2024/25   | 1.ª Regional | 6.º      |              |

- Ascenso.
- Descenso.

### Datos del club
- Temporadas en Tercera División: 11
- Temporadas en Preferente: 22
- Temporadas en Primera Regional: 16
- Temporadas en Segunda Regional: 11

## Palmarés
- Tercera División de España (Grupo XII) (2): 2007/08 y 2013/14.
- Copa Heliodoro Rodríguez López (1): 2010/11.[14]